# Challenger Series de Patinação Artística no Gelo de 2014–15
Challenger Series de Patinação Artística no Gelo de 2014–15 foi a primeira temporada do Challenger Series ISU, uma série de competições de patinação artística no gelo disputada na temporada 2014–15. São distribuídas medalhas em quatro disciplinas, individual masculino e individual feminino, duplas e dança no gelo.
A competição é organizada pela União Internacional de Patinação (em inglês:  International Skating Union), a série Challenger Series começou em 10 de setembro e continuaram até 7 dezembro de 2014.

## Calendário
A ISU anunciou o seguinte calendário de eventos que ocorreram no outono de 2014. O Triglav Trophy desistiu em 10 outubro de 2014, resultando em uma série composta de dez eventos.
| #  | Evento                                            | Localização                    | Data              | Notas                              | Ref    |
| -- | ------------------------------------------------- | ------------------------------ | ----------------- | ---------------------------------- | ------ |
| 1  | U.S. International Figure Skating Classic de 2014 | Salt Lake City, Estados Unidos | 10–14 de setembro |                                    | [ 3 ]  |
| 2  | Lombardia Trophy de 2014                          | Sesto San Giovanni, Itália     | 18–21 de setembro | Não houve disputa de dança no gelo | [ 4 ]  |
| 3  | Nebelhorn Trophy de 2014                          | Oberstdorf, Alemanha           | 25–27 de setembro |                                    | [ 5 ]  |
| 4  | Ondrej Nepela Trophy de 2014                      | Bratislava, Eslováquia         | 1–5 de outubro    | Não houve disputa de duplas        | [ 6 ]  |
| 5  | Finlandia Trophy de 2014                          | Helsinque, Finlândia           | 9–13 de outubro   | Não houve disputa de duplas        | [ 7 ]  |
| 6  | Skate Canada Autumn Classic de 2014               | Barrie, Canadá                 | 14–17 de outubro  |                                    | [ 8 ]  |
| 7  | 25.ª Volvo Open Cup                               | Riga, Letônia                  | 5–9 de novembro   |                                    | [ 9 ]  |
| 8  | Ice Challenge de 2014                             | Graz, Áustria                  | 11–16 de novembro |                                    | [ 10 ] |
| 9  | Warsaw Cup de 2014                                | Varsóvia, Polônia              | 20–23 de novembro |                                    | [ 11 ] |
| 10 | Golden Spin of Zagreb de 2014                     | Zagreb, Croácia                | 4–7 de dezembro   |                                    | [ 12 ] |

## Medalhistas

### U.S. International Figure Skating Classic
| Evento                        | Ouro                                               | Prata                                          | Bronze                                               | Ref    |
| Individual masculino detalhes | Max Aaron · Estados Unidos                         | Ross Miner · Estados Unidos                    | Daisuke Murakami · Japão                             | [ 13 ] |
| Individual feminino detalhes  | Polina Edmunds · Estados Unidos                    | Courtney Hicks · Estados Unidos                | Riona Kato · Japão                                   | [ 14 ] |
| Duplas detalhes               | Alexa Scimeca · Chris Knierim · Estados Unidos     | Jessica Calalang · Zack Sidhu · Estados Unidos | Madeline Aaron · Max Settlage · Estados Unidos       | [ 15 ] |
| Dança no gelo detalhes        | Alexandra Aldridge · Daniel Eaton · Estados Unidos | Nicole Orford · Thomas Williams · Canadá       | Anastasia Cannuscio · Colin McManus · Estados Unidos | [ 16 ] |

### Lombardia Trophy
| Evento                        | Ouro                                            | Prata                                     | Bronze                                  | Ref    |
| Individual masculino detalhes | Richard Dornbush · Estados Unidos               | Takahito Mura · Japão                     | Adian Pitkeev · Rússia                  | [ 17 ] |
| Individual feminino detalhes  | Satoko Miyahara · Japão                         | Hannah Miller · Estados Unidos            | Angela Wang · Estados Unidos            | [ 18 ] |
| Duplas detalhes               | Haven Denney · Brandon Frazier · Estados Unidos | Bianca Manacorda · Niccolo Macii · Itália | Vera Bazarova · Andrei Deputat · Rússia | [ 19 ] |

### Nebelhorn Trophy
| Evento                        | Ouro                                       | Prata                                        | Bronze                                         | Ref    |
| Individual masculino detalhes | Jason Brown · Estados Unidos               | Michal Březina · República Tcheca            | Konstantin Menshov · Rússia                    | [ 20 ] |
| Individual feminino detalhes  | Elizaveta Tuktamysheva · Rússia            | Alena Leonova · Rússia                       | Gracie Gold · Estados Unidos                   | [ 21 ] |
| Duplas detalhes               | Yuko Kavaguti · Alexander Smirnov · Rússia | Evgenia Tarasova · Vladimir Morozov · Rússia | Alexa Scimeca · Chris Knierim · Estados Unidos | [ 22 ] |
| Dança no gelo detalhes        | Kaitlyn Weaver · Andrew Poje · Canadá      | Madison Chock · Evan Bates · Estados Unidos  | Nelli Zhiganshina · Alexander Gazsi · Alemanha | [ 23 ] |

### Ondrej Nepela Trophy
| Evento                        | Ouro                                             | Prata                                     | Bronze                                      | Ref    |
| Individual masculino detalhes | Stephen Carriere · Estados Unidos                | Kim Jin-seo · Coreia do Sul               | Gordei Gorshkov · Rússia                    | [ 24 ] |
| Individual feminino detalhes  | Roberta Rodeghiero · Itália                      | Joshi Helgesson · Suécia                  | Ashley Cain · Estados Unidos                | [ 25 ] |
| Dança no gelo detalhes        | Maia Shibutani · Alex Shibutani · Estados Unidos | Charlene Guignard · Marco Fabbri · Itália | Federica Testa · Lukáš Csölley · Eslováquia | [ 26 ] |

### Finlandia Trophy
| Evento                        | Ouro                                      | Prata                                          | Bronze                                               | Ref    |
| Individual masculino detalhes | Sergei Voronov · Rússia                   | Adam Rippon · Estados Unidos                   | Alexander Petrov · Rússia                            | [ 27 ] |
| Individual feminino detalhes  | Elizaveta Tuktamysheva · Rússia           | Samantha Cesario · Estados Unidos              | Rika Hongo · Japão                                   | [ 28 ] |
| Dança no gelo detalhes        | Alexandra Stepanova · Ivan Bukin · Rússia | Nelli Zhiganshina · Alexander Gazsi · Alemanha | Anastasia Cannuscio · Colin McManus · Estados Unidos | [ 29 ] |

### Skate Canada Autumn Classic
| Evento                        | Ouro                                             | Prata                                           | Bronze                                                   | Ref    |
| Individual masculino detalhes | Ross Miner · Estados Unidos                      | Nam Nguyen · Canadá                             | Jeremy Ten · Canadá                                      | [ 30 ] |
| Individual feminino detalhes  | Gabrielle Daleman · Canadá                       | Angela Wang · Estados Unidos                    | Julianne Séguin · Canadá                                 | [ 31 ] |
| Duplas detalhes               | Meagan Duhamel · Eric Radford · Canadá           | Haven Denney · Brandon Frazier · Estados Unidos | Jessica Calalang · Zack Sidhu · Estados Unidos           | [ 32 ] |
| Dança no gelo detalhes        | Gabriella Papadakis · Guillaume Cizeron · França | Piper Gilles · Paul Poirier · Canadá            | Laurence Fournier Beaudry · Nikolaj Sørensen · Dinamarca | [ 33 ] |

### Volvo Open Cup
| Evento                        | Ouro                                         | Prata                                               | Bronze                                          | Ref    |
| Individual masculino detalhes | Alexander Petrov · Rússia                    | Gordei Gorshkov · Rússia                            | Artur Dmitriev Jr. · Rússia                     | [ 34 ] |
| Individual feminino detalhes  | Angelīna Kučvaļska · Letônia                 | Lutricia Bock · Alemanha                            | Jenni Saarinen · Finlândia                      | [ 35 ] |
| Duplas detalhes               | Kristina Astakhova · Alexei Rogonov · Rússia | Maria Vigalova · Egor Zakroev · Rússia              | Maria Paliakova · Nikita Bochkov · Bielorrússia | [ 36 ] |
| Dança no gelo detalhes        | Federica Testa · Lukáš Csölley · Eslováquia  | Viktoria Kavaliova · Yurii Bieliaiev · Bielorrússia | Rebeka Kim · Kirill Minov · Coreia do Sul       | [ 37 ] |

### Ice Challenge
| Evento                        | Ouro                                             | Prata                                                    | Bronze                                      | Ref    |
| Individual masculino detalhes | Douglas Razzano · Estados Unidos                 | Alexander Samarin · Rússia                               | Martin Rappe · Alemanha                     | [ 38 ] |
| Individual feminino detalhes  | Hannah Miller · Estados Unidos                   | Isabelle Olsson · Suécia                                 | Ivett Tóth · Hungria                        | [ 39 ] |
| Duplas detalhes               | Lina Fedorova · Maxim Miroshkin · Rússia         | Miriam Ziegler · Severin Kiefer · Áustria                | Mari Vartmann · Aaron Van Cleave · Alemanha | [ 40 ] |
| Dança no gelo detalhes        | Maia Shibutani · Alex Shibutani · Estados Unidos | Laurence Fournier Beaudry · Nikolaj Sørensen · Dinamarca | Barbora Silná · Juri Kurakin · Áustria      | [ 41 ] |

### Warsaw Cup
| Evento                        | Ouro                                            | Prata                                        | Bronze                                      | Ref    |
| Individual masculino detalhes | Alexander Petrov · Rússia                       | Michael Christian Martinez · Filipinas       | Matteo Rizzo · Itália                       | [ 42 ] |
| Individual feminino detalhes  | Elizaveta Tuktamysheva · Rússia                 | Anastasia Galustyan · Armênia                | Aleksandra Golovkina · Lituânia             | [ 43 ] |
| Duplas detalhes               | Lubov Iliushechkina · Dylan Moscovitch · Canadá | Lina Fedorova · Maxim Miroshkin · Rússia     | Valentina Marchei · Ondřej Hotárek · Itália | [ 44 ] |
| Dança no gelo detalhes        | Federica Testa · Lukáš Csölley · Eslováquia     | Alexandra Nazarova · Maxim Nikitin · Ucrânia | Wang Shiyue · Liu Xinyu · China             | [ 45 ] |

### Golden Spin of Zagreb
| Evento                        | Ouro                                               | Prata                                       | Bronze                                       | Ref    |
| Individual masculino detalhes | Denis Ten · Cazaquistão                            | Michal Březina · República Tcheca           | Konstantin Menshov · Rússia                  | [ 46 ] |
| Individual feminino detalhes  | Kiira Korpi · Finlândia                            | Maria Artemieva · Rússia                    | Nicole Rajicova · Eslováquia                 | [ 47 ] |
| Duplas detalhes               | Kristina Astakhova · Alexei Rogonov · Rússia       | Valentina Marchei · Ondrej Hotarek · Itália | Tarah Kayne · Daniel O'Shea · Estados Unidos | [ 48 ] |
| Dança no gelo detalhes        | Madison Hubbell · Zachary Donohue · Estados Unidos | Charlene Guignard · Marco Fabbri · Itália   | Sara Hurtado · Adria Diaz · Espanha          | [ 49 ] |

## Quadro de medalhas
| Ordem | País             | Medalha de ouro | Medalha de prata | Medalha de bronze |     | Ordem por total |
| ----- | ---------------- | --------------- | ---------------- | ----------------- | --- | --------------- |
| 1     | Estados Unidos   | 14              | 9                | 9                 | 32  | 1               |
| 2     | Rússia           | 11              | 8                | 7                 | 26  | 2               |
| 3     | Canadá           | 4               | 3                | 2                 | 9   | 3               |
| 4     | Eslováquia       | 2               |                  | 2                 | 4   | 7               |
| 4     | Finlândia        | 2               |                  | 2                 | 4   | 7               |
| 6     | Itália           | 1               | 4                | 2                 | 7   | 4               |
| 7     | Japão            | 1               | 1                | 3                 | 5   | 5               |
| 8     | Cazaquistão      | 1               |                  |                   | 1   | 15              |
| 8     | França           | 1               |                  |                   | 1   | 15              |
| 8     | Letônia          | 1               |                  |                   | 1   | 15              |
| 11    | Alemanha         |                 | 2                | 3                 | 5   | 5               |
| 12    | República Tcheca |                 | 2                |                   | 2   | 9               |
| 12    | Suécia           |                 | 2                |                   | 2   | 9               |
| 14    | Áustria          |                 | 1                | 1                 | 2   | 9               |
| 14    | Bielorrússia     |                 | 1                | 1                 | 2   | 9               |
| 14    | Coreia do Sul    |                 | 1                | 1                 | 2   | 9               |
| 14    | Dinamarca        |                 | 1                | 1                 | 2   | 9               |
| 18    | Armênia          |                 | 1                |                   | 1   | 15              |
| 18    | Filipinas        |                 | 1                |                   | 1   | 15              |
| 18    | Ucrânia          |                 | 1                |                   | 1   | 15              |
| 21    | China            |                 |                  | 1                 | 1   | 15              |
| 21    | Espanha          |                 |                  | 1                 | 1   | 15              |
| 21    | Hungria          |                 |                  | 1                 | 1   | 15              |
| 21    | Lituânia         |                 |                  | 1                 | 1   | 15              |
| TOTAL | TOTAL            | 38              | 38               | 38                | 114 | —               |